# Station Łaziska Górne Brada
Station Łaziska Górne Brada is een spoorwegstation in de Poolse plaats Łaziska Górne.